# U.S. Central Command
U.S. Central Command (CENTCOM) er en af de ni fælles hovedkommandoer i det amerikanske forsvarsministerium. Kommandoen blev oprettet i 1983 og har et geografisk ansvarsområde, som omfatter Mellemøsten, Østafrika og Centralasien.
På grund af sit konfliktfyldte ansvarsområde har CENTCOM ledet flere store amerikanske operationer, blandt andet Golfkrigen i 1991, invasionen af Afghanistan i 2001 og invasionen af Irak i 2003. Kommandoen har faste forlægninger i Kuwait, Bahrain, Qatar, Forenede Arabiske Emirater, Oman, Pakistan og Djibouti. Hovedkvarteret er lokaliseret i MacDill Air Force Base i Tampa, Florida.
I lighed med de andre fælles hovedkommandoer ledes CENTCOM af en firestjernet general, som rapporterer direkte til USA's præsident gennem forsvarsministeren. Chefen for CENTCOM er Admiral William J. Fallon.